# Crécy-en-Ponthieu
Crécy-en-Ponthieu är en kommun i departementet Somme i regionen Hauts-de-France i norra Frankrike. Kommunen ligger i kantonen Crécy-en-Ponthieu som tillhör arrondissementet Abbeville. År 2022 hade Crécy-en-Ponthieu 1 352 invånare.
I Crécy stod det ett slag under hundraårskriget mellan England och Frankrike 26 augusti 1346, där engelsmännen besegrade fransmännen, trots att de var underlägsna i antal. Se Slaget vid Crécy.

## Befolkningsutveckling
Antalet invånare i kommunen Crécy-en-Ponthieu
| Referens: INSEE |